# Proces (werking)
Een proces is een ontwikkelingsgang, verloop of voortgang van gebeurtenissen (volgens een min of meer vast stramien, eventueel gestuurd) waarbij vaak een product ontstaat uit een of meer vooraf bestaande materialen of objecten. Bij de in de tijd geordende reeks van gebeurtenissen wordt een ingangsproduct omgezet in een al of niet bedoeld uitgangsproduct. Meer algemeen wordt een begintoestand omgezet in een eindtoestand, bijvoorbeeld ook bij een denk- of rouwproces.
In het geval van technische en agrarische productieprocessen en natuurbouw behoren de keuze van de gebeurtenissen en ook de ordening van de gebeurtenissen tot de competentie van de mens.
Voorbeelden van processen:
- chemische reactie (bij voorbeeld: additie · alkylering · eliminatie · omlegging · redoxreactie · ringsluiting · substitutie · transesterificatie · zuur-basereactie)
- fysisch-chemisch proces (absorptie · chemisch evenwicht · diffusie · kristallisatie · oplossen · osmose)
- natuurlijk proces (zonder inmenging van de mens)
  - biogeochemische kringlopen (koolstofkringloop · stikstofkringloop · waterkringloop)
  - ecologisch proces (bodemvormend proces · eutrofiëring · evapotranspiratie · evolutie · migratie · selectie · successie · uitsterven · verdroging · vergrassing · verlanding · vernatting · verwoestijning)
  - fysiologisch proces (ademhaling · evapotranspiratie · fermentatie · fotosynthese · gisting · metabolisme · anabolisme · katabolisme)
  - geomorfologisch proces (abrasie · bodemvorming · consolidatie · continentverschuiving · corrasie · denudatie · eolisch proces · erosie · fluviatiel proces · fysische verwering · glaciaal proces · inklinken · karst · periglaciaal proces · saltatie · tektoniek · verlanding · verwering · vulkanisme · zetting)
- deterministisch proces
- stochastisch proces
  - brownse beweging (wiskunde) · Feynman-Kac-formalisme · geboorte- en sterfteproces · Lévy-vlucht · lévyproces · markovproces · martingaal · Ornstein-Uhlenbeckproces · toevalsbeweging · verkeersafwikkeling
- productieproces
  - technische productie
    - chemisch proces (bij voorbeeld: andrussow-proces · Cativa-proces · Monsanto-proces)
    - fysisch-chemisch proces (bij voorbeeld: Chemical vapor deposition, Hall-Héroult-proces)

  - agrarische productie productie van biomassa, (zoals akkerbouw · veeteelt · tuinbouw · bosbouw · visteelt · natuurbouw, productie van natuurwaarden)